# Velivolo di fuga
Un velivolo di fuga è un aeromobile sussidiario ad un velivolo principale, progettato per fornire ai piloti un mezzo di salvataggio, nel caso in cui il velivolo principale debba essere abbandonato a causa di danni che non permettono a quest'ultimo di ritornare in sicurezza in aeroporto.
In pratica si tratta di un concetto più avanzato di quello sottinteso dall'uso del paracadute, dove, oltre a portare in sicurezza a terra il pilota, permetterebbe (in una misura più o meno ampia) di far volare il pilota fino a una zona più sicura (addirittura in un aeroporto). 

## Storia
Ai primordi dell'aviazione, nel malaugurato caso che un velivolo a seguito di un guasto, precipitasse, non si pensava di dotare i piloti di un mezzo di salvataggio. Volare era un'attività per eccentrici pionieri, ed era considerata alla stregua delle attività circensi e degli amanti delle sfide-limite.
Con lo svilupparsi dell'aviazione però, gli operatori cominciarono a porsi il problema di offrire ai piloti un qualche sistema di salvataggio. Subito si individuò nel paracadute il mezzo che poteva rispondere a questo quesito. Il principio del paracadute era noto da più di un secolo (era già stato sperimentato con delle mongolfiere), ed era un mezzo economico e semplice (per cui anche affidabile), ma dispiegarlo e utilizzarlo su un velivolo che volava in velocità (o stava precipitando), comportò molti anni di sperimentazioni, tanto che solo nel 1912 avvenne il primo lancio coronato da un successo. All'inizio della prima guerra mondiale, il paracadute era ancora poco utilizzato, un po' perché poco pratico e poco affidabile, un po' perché era considerato "vile" abbandonare l'aereo in combattimento.
Negli anni 20-30 del XX secolo, gli studi sui paracadute progredirono, facendone un mezzo affidabile e molto più pratico da usare. Durante la seconda guerra mondiale fu un componente base dell'aviazione, e permise di salvare moltissime vite. Nel dopoguerra si realizzarono dei paracadute a profilo alare, che permettono un buon controllo del volo, e atterrare in aree sicure.
Intanto, la necessità di salvarsi anche in situazione di volo supersonico, picchiate o viti, richiese un sistema di lancio assistito, che si concretizzò con la diffusione dei seggiolini eiettabili.
Ovviamente, tutti i sistemi che si basano sui paracadute, hanno come conseguenza che l'atterraggio avviene nell'immediata prossimità del punto dove l'aereo ha dovuto essere abbandonato.
La seria idea di realizzare dei velivoli di emergenza, comincia ad apparire negli anni '60, e in particolare agli americani durante la Guerra del Vietnam. In quel periodo ci si rese conto che la perdita di un pilota era molto più grave della perdita del velivolo, e questo per due motivi:
1. un pilota morto o peggio, catturato, non era accettabile agli occhi dell'opinione pubblica;
2. la perdita di un pilota, con gli anni di addestramento spesi, costituiva una perdita meno rimpiazzabile rispetto ad un velivolo.

Fu così che l'aviazione americana promosse gli studi AERCAB (Advanced Crew Escape Rescue Capability), che avevano come obbiettivo la realizzazione di un qualche velivolo di fuga. Gli studi e le sperimentazioni continuarono fino ai primi anni '70, quando si prese coscienza che i dispositivi proposti avrebbero inciso significativamente sull'operatività dei velivoli e in generale di tutto il dispositivo aeronautico.

## Pallone-paracadute
Tra i primi progetti proposti ci sono quelli di dotare i paracadute di un pallone aerostatico. Il principio era quello di dare al pilota la possibilità di rimanere in aria, con lo scopo di atterrare lontano, in una zona considerata più sicura.
Agli inizi degli anni '60, l'ing. Nebiker, della Goodyear Aerospace, mise a punto il PARD/BALLUTE; si trattava di un paracadute emisferico, al centro del quale vi era ripiegato un pallone da 11 m di diametro e un bruciatore a butano con un'autonomia di circa mezzora. Dopo il lancio, il paracadute si apriva rallentando la caduta del pilota; intanto la pressione dell'aria dispiegava il pallone e si accendeva il bruciatore. Dopo un minuto il pallone era in grado di sostenere il paracadute, a cui rimaneva appeso il pilota; il pallone iniziava a salire e i venti allontanavano il tutto dall'area di lancio. Il pilota poteva poi decidere quando sganciarsi dal pallone e atterrare con il paracadute.
Nel medesimo periodo, la Raven Industry presentò gli ONR-X, praticamente dei palloni aerostatici a dispiegamento rapido. Nati inizialmente per l'infiltrazione, questi palloni da 11–12 m di diametro, si proposero come sostituti dei classici paracadute. Vennero fatti voli di prova fino al 1961, ma il concetto non andò oltre.

## Recupero in volo
Il concetto di recupero in volo è completamente diverso dagli altri, in quanto prevede l'utilizzo di un velivolo ausiliare indipendente, e non un aeromobile "interno" trasportato dal velivolo in difficoltà. Il sistema prevede il recupero del pilota prima che tocchi terra tramite il paracadute. In pratica, il paracadute del pilota viene agganciato in volo da un aereo appositamente predisposto, e immediatamente recuperato. Si tratta di un'evoluzione delle normali missioni Rescue, organizzate per il recupero di piloti abbattuti.
Già durante la II Guerra Mondiale si organizzavano missioni di ricerca e recupero di aviatori costretti al lancio a causa dell'abbattimento dei loro aerei. Alle missioni partecipavano aerei, idrovolanti, navi e sottomarini. Con l'accrescimento dell'importanza del recupero dei piloti in territorio ostile, le operazioni finirono per essere effettuate con il coordinamento di numerosi mezzi (intanto si erano aggiunti gli elicotteri) e da squadre specializzate.
Il recupero in volo, pur sembrando una cosa un po' folle, era stato considerato in quanto gli americani avevano già acquisito esperienze in proposito: questa era diventata la tecnica standard per recuperare le capsule con le pellicole fotografiche dei satelliti spia CORONA, al rientro a terra.
Gli studi e i lanci di prova iniziarono alla metà degli anni '60, e proseguirono fino ai primi anni '70. Durante questo periodo vennero attrezzati alcuni aerei subsonici, ed eseguiti recuperi reali con esito positivo.
Anche in questo caso non si proseguì oltre; infatti la metodologia richiedeva la costante presenza di un velivolo appositamente attrezzato nell'immediata prossimità dei teatri operativi. Inoltre l'aereo (subsonico) sarebbe stato costretto ad una prevedibile rotta di recupero alla mercé del fuoco nemico.

## Deltaplani
Alla fine degli anni '60, gli americani finanziarono uno studio che si proponeva di dotare i piloti di un deltaplano a motore, che permettesse di allontanarsi dalla zona di abbattimento, per poi atterrare tramite il classico paracadute.
L'idea dell'uso di un deltaplano derivava da precedenti studi militari per velivoli d'infiltrazione, nonché da esperimenti aerospaziali volti a sostituire i paracadute di rientro, con sistemi che permettessero un certo controllo del volo.
La Bell Aerospace realizzò un seggiolino eiettabile, che racchiudeva sul retro un'ala Rogallo e un piccolo turboreattore. Una volta eiettato, il seggiolino avrebbe dispiegato l'ala e il motore avrebbe potuto portare il tutto a 80 km di distanza ad oltre 150 km/h; infine il pilota si sarebbe staccato dal seggiolino/deltaplano per atterrare tramite il paracadute.
Dal 1968 al 1971, vennero fatti voli di prova con un prototipo non motorizzato con e senza pilota, ma, anche in questo caso, il programma si interruppe.

## Mini-alianti
In concorrenza al progetto del deltaplano della Bell, la Fairchild propose un progetto ancora più futuristico: un seggiolino eiettabile che si trasformava in un aliante a turbogetto carenato.
Il Modello 616 doveva essere un seggiolino eiettabile, sul cui retro erano piegati tre tubolari telescopici, contenenti anche le ali e gli impennaggi di tela; mentre due scomparti anteriori avrebbero contenuto una carena anteriore gonfiabile. Sotto il seggiolino avrebbe trovato posto un microscopico turbogetto.
Il seggiolino, dopo l'espulsione, sarebbe stato rallentato da un piccolo paracadute; poi i tubolari si sarebbero dovuti dispiegare, distendendo le superfici alari di tela. Un autopilota avrebbe messo in asse l'aliante e fatto partire il motore. Infine il pilota avrebbe potuto governare l'aliante e atterrare come tale.
Di questo seggiolino/transformer non si ha notizia di una traduzione in un (almeno parziale) prototipo.

## Autogiri
A completare il quadro dei seggiolini/transformer, c'è l'interessante SAVER della Karman Aerospace, costituito da un seggiolino eiettabile che si trasforma in autogiro. Il SAVER è un seggiolino eiettabile di dimensioni piuttosto contenute (1,37x0,56 m per 290 kg), sul cui retro è piegato un impennaggio di coda, un piccolo turbofan e il rotore con pale telescopiche.
Il seggiolino, dopo l'espulsione, viene rallentato e messo in linea da un piccolo paracadute; poi vengono distesi impennaggio e rotore. Infine il pilota fa partire il motore e governa il tutto come un normale autogiro.
Del SAVER furono fatti molti test, con modellini in galleria del vento e con un prototipo in scala reale. Nel 1971 volò raggiungendo i 140 km/h.
Il SAVER soffre (come tutti i seggiolini/transformer) del problema che il dispiego del dispositivo richiede tempo, e conseguentemente non è efficace se si è costretti ad un lancio a bassa quota (consigliato più di 300 m per il SAVER).
Anche questo progetto naufragò con la perdita di interesse dell'USAF e la chiusura del progetto AERCAB.